# A Manchester City FC 2022–2023-as szezonja
A Manchester City FC 2022–2023-as szezonja sorozatban a 21., összességében pedig a 128. idénye az angol első osztályban. Az előző szezon bajnokként a csapat a hazai bajnokság és a nemzeti kupa mellett a Bajnokok ligájában is indulhatott.

## Mezek
Gyártó: Puma
mezszponzor: Etihad Airways
| Hazai | Vendég | 3. számú |

### Kapus
| Kapus 1 | Kapus 2 | Kapus 3 |

## Átigazolások
Akik az akadémiákról igazoltak el, de a bajnokságban nem léptek pályára azokat nem vettük figyelembe megjegyzés

### Érkezők
| Dátum               | Poszt       | Mezszám  | Név             | Honnan            | Átigazolás összege | Jegyzetek |  |
| ------------------- | ----------- | -------- | --------------- | ----------------- | ------------------ | --------- |  |
| 2022. július 1.     | csatár      | 9        | Erling Haaland  | Borussia Dortmund | 51.2 Millió £      | [ 1 ]     |  |
| 2022. július 1.     | kapus       | 18       | Stefan Ortega   | Arminia Bielefeld | ingyen             | [ 2 ]     |  |
| 2022. július 4.     | középpályás | 4        | Kalvin Phillips | Leeds United      | 42 Millió £        | [ 3 ]     |  |
| 2022. augusztus 16. | hátvéd      | 21       | Sergio Gómez    | Anderlecht        | 11 Millió £        | [ 4 ]     |  |
| 2022. szeptember 1. | hátvéd      | 25       | Manuel Akanji   | Borussia Dortmund | 15 Millió £        | [ 5 ]     |  |
| 2023. január 23.    | középpályás | 32       | Máximo Perrone  | Vélez Sarsfield   | 8.2 Millió £       | [ 6 ]     |  |
| összesen            | összesen    | összesen | összesen        | összesen          | 127.4 Millió £     |           |  |

### Távozók
| Dátum            | Poszt       | Mezszám  | Név                  | Hová                 | Összeg                      | Jegyzet     |  |
| ---------------- | ----------- | -------- | -------------------- | -------------------- | --------------------------- | ----------- |  |
| 2022. július 1.  | középpályás | 25       | Fernandinho          | Athletico Paranaense | lejárt a szerződése, ingyen | [ 7 ] [ 8 ] |  |
| 2022. július 4.  | csatár      | 9        | Gabriel Jesus        | Arsenal              | 45 Millió £                 | [ 9 ]       |  |
| 2022. július 13. | csatár      | 7        | Raheem Sterling      | Chelsea              | 47.5 Millió £               | [ 10 ]      |  |
| 2022. július 22. | kapus       | 49       | Arijanet Murić       | Burnley              | 2.5 Millió £                | [ 11 ]      |  |
| 2022. július 22. | hátvéd      | 11       | Olekszandr Zincsenko | Arsenal              | 30 Millió £                 | [ 12 ]      |  |
| összesen         | összesen    | összesen | összesen             | összesen             | 125 Millió £                |             |  |

### Kölcsönbe távozók
| Dátum            | Poszt  | Mezszám | Név                 | Hová           | Összeg          | Jegyzet |
| ---------------- | ------ | ------- | ------------------- | -------------- | --------------- | ------- |
| 2022. július 19. | kapus  | 13      | Zack Steffen        | Middlesbrough  | a szezon végéig | [ 13 ]  |
| 2023. január 10. | hátvéd | 97      | Josh Wilson-Esbrand | Coventry City  | a szezon végéig | [ 14 ]  |
| 2023. január 31. | hátvéd | 7       | João Cancelo        | Bayern München | a szezon végéig | [ 15 ]  |

### Új szerződések
| Dátum             | Poszt       | Mezszám | Név            | Meddig           | Jegyzet |
| ----------------- | ----------- | ------- | -------------- | ---------------- | ------- |
| 2022. június 14.  | kapus       | 33      | Scott Carson   | 2023. június 30. | [ 16 ]  |
| 2022. július 12.  | középpályás | 16      | Rodri          | 2027. június 30. | [ 17 ]  |
| 2022. július 15.  | csatár      | 26      | Rijad Mahrez   | 2025. június 30. | [ 18 ]  |
| 2022. október 14. | középpályás | 47      | Phil Foden     | 2027. június 30. | [ 19 ]  |
| 2023. március 16. | csatár      | 19      | Julián Álvarez | 2028. június 30. | [ 20 ]  |
| 2023. május 26.   | kapus       | 33      | Scott Carson   | 2024. június 30. | [ 21 ]  |

## Játékoskeret
Legutóbb frissítve: 2023. június 10-én lett.
| Mezszám       | Név             | Nemzet  | Posztok     | Szül. év (kor)                 | Honnan érkezett       | Átigazolás ideje                                                      | Átigazolás vége  | átigazolás összege (€): |
| Kapusok       | Kapusok         | Kapusok | Kapusok     | Kapusok                        | Kapusok               | Kapusok                                                               | Kapusok          | Kapusok                 |
| ------------- | --------------- | ------- | ----------- | ------------------------------ | --------------------- | --------------------------------------------------------------------- | ---------------- | ----------------------- |
| 18            | Stefan Ortega   | GER     | kapus       | 1992. november 6. (32 éves)    | Arminia Bielefeld     | 2022. július 1.                                                       | 2025. június 30. | ingyen                  |
| 31            | Ederson         | BRA     | kapus       | 1993. augusztus 17. (31 éves)  | Benfica               | 2017. július 1.                                                       | 2026. június 30. | 40 Millió €             |
| 33            | Scott Carson    | ENG     | kapus       | 1985. szeptember 3. (39 éves)  | Derby County          | 2021. július 20.                                                      | 2024. június 30. | ingyen                  |
| Védők         |                 |         |             |                                |                       |                                                                       |                  |                         |
| 2             | Kyle Walker     | ENG     | védő        | 1990. május 28. (34 éves)      | Tottenham Hotspur     | 2017. július 14.                                                      | 2024. június 30. | 6,5 Millió €            |
| 3             | Rúben Dias      | POR     | védő        | 1997. május 14. (27 éves)      | Benfica               | 2020. szeptember 29.                                                  | 2027. június 30. | 71.60 Millió €          |
| 5             | John Stones     | ENG     | védő        | 1994. május 28. (30 éves)      | Everton               | 2016. augusztus 9.                                                    | 2026. június 30. | 55.60 Millió €          |
| 6             | Nathan Aké      | NED     | védő        | 1995. február 18. (30 éves)    | Bournemouth           | 2020. augusztus 5.                                                    | 2025. június 30. | 45.30 Millió €          |
| 14            | Aymeric Laporte | ESP     | védő        | 1994. május 27. (30 éves)      | Athletic Bilbao       | 2018. január 30.                                                      | 2025. június 30. | 65 Millió €             |
| 21            | Sergio Gómez    | ESP     | védő        | 2000. szeptember 4. (24 éves)  | Anderlecht            | 2022. augusztus 16.                                                   | 2026. június 30. | 13 Millió €             |
| 25            | Manuel Akanji   | SUI     | védő        | 1995. július 19. (29 éves)     | Borussia Dortmund     | 2022. szeptember 1.                                                   | 2027. június 30. | 17.5 Millió €           |
| 62            | Shea Charles    | ENG     | védő        | 2003. november 5. (21 éves)    | Manchester City (U23) | 2022. július 1.                                                       | 2025. június 30. | Akadémia játékos        |
| 82            | Rico Lewis      | NIR     | védő        | 2004. november 21. (20 éves)   | Manchester City (U18) | 2022. július 1.                                                       | 2024. június 30. | Akadémia játékos        |
| Középpályások |                 |         |             |                                |                       |                                                                       |                  |                         |
| 4             | Kalvin Phillips | ENG     | középpályás | 1995. december 2. (29 éves)    | Leeds United          | 2022. július 4.                                                       | 2028. június 30. | 49 Millió €             |
| 8             | İlkay Gündoğan  | GER     | középpályás | 1990. október 14. (34 éves)    | Borussia Dortmund     | 2016. július 1.                                                       | 2023. június 30. | 27 Millió €             |
| 10            | Jack Grealish   | ENG     | középpályás | 1995. szeptember 10. (29 éves) | Aston Villa           | 2021. augusztus 5.                                                    | 2027. június 30. | 117.5 Millió €          |
| 16            | Rodri           | ESP     | középpályás | 1996. június 22. (28 éves)     | Atlético Madrid       | 2019. július 4.                                                       | 2027. június 30. | 70 Millió €             |
| 17            | Kevin De Bruyne | BEL     | középpályás | 1991. június 28. (33 éves)     | VfL Wolfsburg         | 2015. augusztus 30.                                                   | 2025. június 30. | 76 Millió €             |
| 20            | Bernardo Silva  | POR     | középpályás | 1994. augusztus 10. (30 éves)  | AS Monaco             | 2017. július 1.                                                       | 2025. június 30. | 50 Millió €             |
| 32            | Máximo Perrone  | ARG     | középpályás | 2003. január 7. (22 éves)      | Vélez Sarsfield       | 2023. január 23.                                                      | 2025. június 30. | 11 Millió €             |
| 47            | Phil Foden      | ENG     | középpályás | 2000. május 28. (24 éves)      | Manchester City (U18) | 2017. július 1.                                                       | 2027. június 30. | Akadémia játékos        |
| 80            | Cole Palmer     | ENG     | középpályás | 2002. május 6. (22 éves)       | Manchester City (U23) | 2021. július 1.                                                       | 2026. június 30. | Akadémia játékos        |
| Csatárok      |                 |         |             |                                |                       |                                                                       |                  |                         |
| 9             | Erling Haaland  | NOR     | csatár      | 2000. július 21. (24 éves)     | Borussia Dortmund     | 2022. július 1.                                                       | 2027. június 30. | 60 Millió €             |
| 19            | Julián Álvarez  | ARG     | csatár      | 2000. január 31. (25 éves)     | River Plate           | 2022. január 1. (de kölcsönbe maradt még River Platenél július 1-ig.) | 2028. június 30. | 21,40 Millió €          |
| 26            | Rijad Mahrez    | ALG     | csatár      | 1991. február 21. (34 éves)    | Leicester City        | 2018. július 10.                                                      | 2025. június 30. | 67,80 Millió €          |

## Felkészülési mérkőzések
Győzelem
      Döntetlen
      Vereség
| # | Ellenfél       | Eredmény |
| - | -------------- | -------- |
| 1 | Club América   | 2–1      |
| 2 | Bayern München | 0–1      |
| 3 | Barcelona      | 3–3      |
| 4 | Girona         | 2–0      |

## Premier League
Győzelem
      Döntetlen
      Vereség
| Forduló | Ellenfél                | H/V | Eredmény |
| ------- | ----------------------- | --- | -------- |
| 1       | West Ham United         | V   | 0–2      |
| 2       | Bournemouth             | H   | 4–0      |
| 3       | Newcastle United        | V   | 3–3      |
| 4       | Crystal Palace          | H   | 4–2      |
| 5       | Nottingham Forest       | H   | 6–0      |
| 6       | Aston Villa             | V   | 1–1      |
| 7       | Tottenham Hotspur       | H   | 4–2      |
| 8       | Wolverhampton Wanderers | V   | 0–3      |
| 9       | Manchester United       | H   | 6–3      |
| 10      | Southampton             | H   | 4–0      |
| 11      | Liverpool               | V   | 1–0      |
| 12      | Arsenal                 | V   | 1–3      |
| 13      | Brighton & Hove Albion  | H   | 3–1      |
| 14      | Leicester City          | V   | 0–1      |
| 15      | Fulham                  | H   | 2–1      |
| 16      | Brentford               | H   | 1–2      |
| 17      | Leeds United            | V   | 3–1      |
| 18      | Everton                 | H   | 1–1      |
| 19      | Chelsea                 | V   | 0–1      |

| Forduló | Ellenfél                | H/V | Eredmény |
| ------- | ----------------------- | --- | -------- |
| 20      | Manchester United       | V   | 2–1      |
| 21      | Wolverhampton Wanderers | H   | 3–0      |
| 22      | Tottenham Hotspur       | V   | 1–0      |
| 23      | Aston Villa             | H   | 3–1      |
| 24      | Nottingham Forest       | V   | 1–1      |
| 25      | Bournemouth             | V   | 1–4      |
| 26      | Newcastle United        | H   | 2–0      |
| 27      | Crystal Palace          | V   | 0–1      |
| 28      | West Ham United         | H   | 3–0      |
| 29      | Liverpool               | H   | 4–1      |
| 30      | Southampton             | V   | 1–4      |
| 31      | Leicester City          | H   | 3–1      |
| 32      | Brighton & Hove Albion  | V   | 1–1      |
| 33      | Arsenal                 | H   | 4–1      |
| 34      | Fulham                  | V   | 1–2      |
| 35      | Leeds United            | H   | 2–1      |
| 36      | Everton                 | V   | 0–3      |
| 37      | Chelsea                 | H   | 1–0      |
| 38      | Brentford               | V   | 1–0      |

## FA-kupa
Győzelem
      Döntetlen
      Vereség
| Forduló | Ellenfél     | H/V | Eredmény |
| ------- | ------------ | --- | -------- |
| 1       | Chelsea      | H   | 4–0      |
| 2       | Arsenal      | H   | 1–0      |
| 3       | Bristol City | H   | 0–3      |

| Forduló | Ellenfél          | H/V | Eredmény |
| ------- | ----------------- | --- | -------- |
| 4       | Burnley           | H   | 6–0      |
| 5       | Sheffield United  | H   | 6–0      |
| 6       | Manchester United | H   | 2–1      |

## EFL-Kupa
Győzelem
      Döntetlen
      Vereség
| Forduló | Ellenfél    | H/V | Eredmény |
| ------- | ----------- | --- | -------- |
| 1       | Chelsea     | H   | 2–0      |
| 2       | Liverpool   | H   | 3–2      |
| 3       | Southampton | V   | 2–0      |

## FA Community Shield

### Részletek
| 2022. július 30. 18:00 CEST |

| Liverpool                                          | 3–1   | Manchester City |
| -------------------------------------------------- | ----- | --------------- |
| Alexander-Arnold 21' Szaláh 83' (bün.) Núñez 90+4' | (1–0) | Álvarez 70'     |

| King Power Stadion, Leicester |

| Liverpool | Manchester City |

| GK           | 13 | Adrián                 |     |     |
| RB           | 66 | Trent Alexander-Arnold |     | 74' |
| CB           | 32 | Joël Matip             |     |     |
| CB           | 4  | Virgil van Dijk        |     |     |
| LB           | 26 | Andrew Robertson       |     |     |
| CM           | 14 | Jordan Henderson (c)   |     | 73' |
| CM           | 3  | Fabinho                |     |     |
| CM           | 6  | Thiago                 |     | 85' |
| RF           | 11 | Mohamed Szaláh         |     | 95' |
| CF           | 9  | Roberto Firmino        |     | 59' |
| LF           | 23 | Luis Díaz              |     | 90' |
| Cserék:      |    |                        |     |     |
| GK           | 95 | Harvey Davies          |     |     |
| DF           | 2  | Joe Gomez              |     |     |
| DF           | 5  | Ibrahima Konaté        |     |     |
| MF           | 7  | James Milner           |     | 74' |
| MF           | 8  | Naby Keïta             |     | 85' |
| MF           | 17 | Curtis Jones           |     | 95' |
| MF           | 19 | Harvey Elliott         |     | 73' |
| FW           | 27 | Darwin Núñez           | 95' | 59' |
| FW           | 28 | Fábio Carvalho         |     | 90' |
| Menedzser:   |    |                        |     |     |
| Jürgen Klopp |    |                        |     |     |

| GK            | 31 | Ederson             |     |     |
| RB            | 2  | Kyle Walker         |     |     |
| CB            | 3  | Rúben Dias (c)      | 83' |     |
| CB            | 6  | Nathan Aké          |     |     |
| LB            | 7  | João Cancelo        |     |     |
| CM            | 17 | Kevin De Bruyne     |     | 73' |
| CM            | 16 | Rodri               |     |     |
| CM            | 20 | Bernardo Silva      |     |     |
| RF            | 26 | Rijad Mahrez        |     | 58' |
| CF            | 9  | Erling Haaland      |     |     |
| LF            | 10 | Jack Grealish       |     | 58' |
| Cserék:       |    |                     |     |     |
| GK            | 18 | Stefan Ortega       |     |     |
| DF            | 5  | John Stones         |     |     |
| DF            | 79 | Luke Mbete          |     |     |
| DF            | 97 | Josh Wilson-Esbrand |     |     |
| MF            | 4  | Kalvin Phillips     |     |     |
| MF            | 8  | İlkay Gündoğan      |     | 73' |
| MF            | 47 | Phil Foden          |     | 58' |
| MF            | 80 | Cole Palmer         |     |     |
| FW            | 19 | Julián Álvarez      |     | 58' |
| Menedzser:    |    |                     |     |     |
| Pep Guardiola |    |                     |     |     |

| Játékvezető-asszisztens: Harry Lennard (Sussex) Nick Hopton (Derbyshire) Negyedik játékvezetó: Darren England (Sheffield & Hallamshire) Tartalék játékvezető : Tim Wood (Gloucestershire) Videóbíró: John Brooks (Leicestershire) Videóbíró-asszisztens: Lee Betts (Norfolk) | Szabályok - 90 perc játékidő - Döntetlen esetén tizenegyesrúgások - Kilenc nevezhető csere, maximum hat cserelehetőség |

## Bajnokok ligája

### G csoport
| Hely. | Csapat            | M | Gy | D | V | G+ | G– | Gk  | P  | Továbbjutás                                       |  | MCI | DOR | SEV | CPH |
| ----- | ----------------- | - | -- | - | - | -- | -- | --- | -- | ------------------------------------------------- |  | --- | --- | --- | --- |
| 1.    | Manchester City   | 6 | 4  | 2 | 0 | 14 | 2  | +12 | 14 | Továbbjutott a nyolcaddöntőbe                     |  | —   | 2–1 | 3–1 | 5–0 |
| 2.    | Borussia Dortmund | 6 | 2  | 3 | 1 | 10 | 5  | +5  | 9  | Továbbjutott a nyolcaddöntőbe                     |  | 0–0 | —   | 1–1 | 3–0 |
| 3.    | Sevilla           | 6 | 1  | 2 | 3 | 6  | 12 | −6  | 5  | Átkerült az Európa-liga nyolcaddöntő rájátszásába |  | 0–4 | 1–4 | —   | 3–0 |
| 4.    | København         | 6 | 0  | 3 | 3 | 1  | 12 | −11 | 3  |                                                   |  | 0–0 | 1–1 | 0–0 | —   |

| 2022. szeptember 6. 21:00 |

| Sevilla | 0–4               | Manchester City                      |
| ------- | ----------------- | ------------------------------------ |
|         | (0–1) Jegyzőkönyv | Haaland 20' 67' Foden 58' Dias 90+2' |

| Estadio Ramón Sánchez-Pizjuán, Sevilla Játékvezető: Davide Massa (olasz) |

| 2022. szeptember 14. 21:00 (20:00 BST) |

| Manchester City        | 2–1               | Borussia Dortmund |
| ---------------------- | ----------------- | ----------------- |
| Stones 80' Haaland 84' | (0–0) Jegyzőkönyv | Bellingham 56'    |

| City of Manchester Stadion, Manchester Játékvezető: Daniele Orsato (olasz) |

| 2022. október 5. 21:00 (20:00 BST) |

| Manchester City                                                         | 5–0               | København |
| ----------------------------------------------------------------------- | ----------------- | --------- |
| Haaland 7' 32' Khocholava 39' (öngól) Mahrez 55' (11-esből) Álvarez 76' | (3–0) Jegyzőkönyv |           |

| City of Manchester Stadion, Manchester Játékvezető: Donatas Rumšas (litván) |

| 2022. október 11. 18:45 |

| København | 0–0         | Manchester City |
| --------- | ----------- | --------------- |
|           | Jegyzőkönyv |                 |

| Parken Stadion, Koppenhága Játékvezető: Artur Soares Dias (portugál) |

| 2022. október 25. 21:00 |

| Borussia Dortmund | 0–0         | Manchester City |
| ----------------- | ----------- | --------------- |
|                   | Jegyzőkönyv |                 |

| Signal Iduna Park, Dortmund Játékvezető: Davide Massa (olasz) |

| 2022. november 2. 21:00 (20:00 GMT) |

| Manchester City                  | 3–1               | Sevilla |
| -------------------------------- | ----------------- | ------- |
| Lewis 52' Álvarez 73' Mahrez 83' | (0–1) Jegyzőkönyv | Mir 31' |

| City of Manchester Stadion, Manchester Játékvezető: Orel Grinfeld (izraeli) |

### Nyolcaddöntők
| 2023. február 22. 21:00 |

| RB Leipzig   | 1–1               | Manchester City |
| ------------ | ----------------- | --------------- |
| Gvardiol 70' | (0–1) Jegyzőkönyv | Mahrez 27'      |

| Red Bull Arena, Lipcse Játékvezető: Serdar Gözübüyük (holland) |

| 2023. március 14. 21:00 (20:00 GMT) |

| Manchester City                                                       | 7–0               | RB Leipzig |
| --------------------------------------------------------------------- | ----------------- | ---------- |
| Haaland 22' (11-esből) 24' 45+2' 53' 57' Gündoğan 49' De Bruyne 90+2' | (3–0) Jegyzőkönyv |            |

| City of Manchester Stadion, Manchester Játékvezető: Slavko Vinčić (szlovén) |

### Negyeddöntők
| 2023. április 11. 21:00 (20:00 BST) |

| Manchester City                 | 3–0               | Bayern München |
| ------------------------------- | ----------------- | -------------- |
| Rodri 27' Silva 70' Haaland 76' | (1–0) Jegyzőkönyv |                |

| Manchesteri Városi Stadion, Manchester Játékvezető: Jesús Gil Manzano (spanyol) |

| 2023. április 19. 21:00 |

| Bayern München         | 1–1               | Manchester City |
| ---------------------- | ----------------- | --------------- |
| Kimmich 83' (11-esből) | (0–0) Jegyzőkönyv | Haaland 57'     |

| München Aréna, München Játékvezető: Clément Turpin (francia) |

### Elődöntők
| 2023. május 9. 21:00 |

| Real Madrid  | 1–1               | Manchester City |
| ------------ | ----------------- | --------------- |
| Vinícius 36' | (1–0) Jegyzőkönyv | De Bruyne 67'   |

| Santiago Bernabéu, Madrid Játékvezető: Artur Soares Dias (portugál) |

| 2023. május 17. 21:00 (20:00 BST) |

| Manchester City                                 | 4–0               | Real Madrid |
| ----------------------------------------------- | ----------------- | ----------- |
| Silva 23' 37' Militão 76' (öngól) Álvarez 90+1' | (2–0) Jegyzőkönyv |             |

| Manchesteri Városi Stadion, Manchester Játékvezető: Szymon Marciniak (lengyel) |

### Döntő
| 2023. június 10. 21:00 |

| Manchester City | 1–0   | Internazionale |
| --------------- | ----- | -------------- |
| Rodri 68'       | (0–0) |                |

| Atatürk Olimpiai Stadion, Isztambul Nézőszám: 71 412 Játékvezető: Szymon Marciniak (lengyel) |

| Manchester City | Internazionale |

| KA            | 31 | Ederson           | 90+4' |
| KV            | 25 | Manuel Akanji     |       |
| KV            | 3  | Rúben Dias        |       |
| KV            | 6  | Nathan Aké        |       |
| KP            | 5  | John Stones       | 82'   |
| KP            | 16 | Rodri             |       |
| JSZ           | 20 | Bernardo Silva    |       |
| TKP           | 17 | Kevin De Bruyne   | 36'   |
| TKP           | 8  | İlkay Gündoğan () |       |
| BSZ0          | 10 | Jack Grealish     |       |
| KCS           | 9  | Erling Haaland    | 90+2' |
| Cserék:       |    |                   |       |
| KA            | 18 | Stefan Ortega     |       |
| KA            | 33 | Scott Carson      |       |
| V             | 2  | Kyle Walker       | 82'   |
| V             | 14 | Aymeric Laporte   |       |
| V             | 21 | Sergio Gómez      |       |
| V             | 82 | Rico Lewis        |       |
| KP            | 4  | Kalvin Phillips   |       |
| KP            | 32 | Máximo Perrone    |       |
| KP            | 47 | Phil Foden        | 36'   |
| KP            | 80 | Cole Palmer       |       |
| CS            | 19 | Julián Álvarez    |       |
| CS            | 26 | Rijad Mahrez      |       |
| Vezetőedző:   |    |                   |       |
| Pep Guardiola |    |                   |       |

| KA             | 24             | André Onana         | 90+2'   |
| KV             | 36             | Matteo Darmian      | 84'     |
| KV             | 15             | Francesco Acerbi    |         |
| KV             | 95             | Alessandro Bastoni  | 76'     |
| JKP            | 2              | Denzel Dumfries     | 76'     |
| KP             | 23             | Nicolò Barella      | 59'     |
| KP             | 77             | Marcelo Brozović () |         |
| KP             | 20             | Hakan Çalhanoğlu    | 84'     |
| BKP0           | 32             | Federico Dimarco    |         |
| KCS            | 10             | Lautaro Martínez    |         |
| KCS            | 9              | Edin Džeko          | 57'     |
| Cserék:        |                |                     |         |
| KA             | 1              | Samir Handanović    |         |
| KA             | 21             | Alex Cordaz         |         |
| V              | 6              | Stefan de Vrij      |         |
| V              | 12             | Raoul Bellanova     | 76'     |
| V              | 33             | Danilo D’Ambrosio   | 84'     |
| V              | 37             | Milan Škriniar      |         |
| KP             | 5              | Roberto Gagliardini |         |
| KP             | 8              | Robin Gosens        | 76'     |
| KP             | 14             | Kristjan Asllani    |         |
| KP             | 22             | Henrih Mhitarján    | 84'     |
| CS             | 11             | Joaquín Correa      |         |
| CS             | 90             | Romelu Lukaku       | 57' 83' |
| Vezetőedző:    |                |                     |         |
| Simone Inzaghi | Simone Inzaghi | Simone Inzaghi      | 90+6'   |

| Asszisztensek: Paweł Sokolnicki (lengyel) Tomasz Listkiewicz (lengyel) Negyedik játékvezető: Kovács István (román) Tartalék játékvezető: Vasile Marinescu (román) Videóbírók: Tomasz Kwiatkowski (lengyel) Bartosz Frankowski (lengyel) Marco Fritz (német) | Szabályok - 90 perc. - 30 perc hosszabbítás, ha szükséges. - Ha ekkor sincs döntés, akkor tizenegyesek következnek. - Tizenkét cserejátékos nevezhető. - Öt játékos cserélhető, a hosszabbításban még egy cserelehetősége van mindkét csapatnak. A cserékre három alkalommal van lehetőség, amelybe nem számít bele a félidő, a hosszabbítás előtti szünet és a hosszabbítás félideje. |

## Statisztikák

### Keret statisztika
| Mezszám  | Poszt               | Név         | Premier League | Premier League | Premier League | Premier League | FA-kupa       | FA-kupa | FA-kupa   | FA-kupa   | EFL-kupa      | EFL-kupa | EFL-kupa  | EFL-kupa  | Community Shield | Community Shield | Community Shield | Community Shield | Bajnokok Ligája | Bajnokok Ligája | Bajnokok Ligája | Bajnokok Ligája | Összesen      | Összesen | Összesen  | Összesen  |
| Mezszám  | Poszt               | Név         | Pályára lépés  | Gól            | Sárga lap      | kiállítva      | Pályára lépés | Gól     | Sárga lap | kiállítva | Pályára lépés | Gól      | Sárga lap | kiállítva | Pályára lépés    | Gól              | Sárga lap        | kiállítva        | Pályára lépés   | Gól             | Sárga lap       | kiállítva       | Pályára lépés | Gól      | Sárga lap | kiállítva |
| -------- | ------------------- | ----------- | -------------- | -------------- | -------------- | -------------- | ------------- | ------- | --------- | --------- | ------------- | -------- | --------- | --------- | ---------------- | ---------------- | ---------------- | ---------------- | --------------- | --------------- | --------------- | --------------- | ------------- | -------- | --------- | --------- |
| 2        | Kyle Walker         | hátvéd      | 27             |                | 3              |                | 5             |         |           |           | 1             |          |           |           | 1                |                  |                  |                  | 5               |                 |                 |                 | 39            |          | 3         |           |
| 3        | Rúben Dias          | hátvéd      | 26             |                | 3              |                | 3             |         |           |           | 1             |          |           |           | 1                |                  | 1                |                  | 12              | 1               | 2               |                 | 43            | 1        | 6         |           |
| 4        | Kalvin Phillips     | középpályás | 12             |                | 1              |                | 4             |         |           |           | 2             |          |           |           |                  |                  |                  |                  | 3               |                 |                 |                 | 21            |          | 1         |           |
| 5        | John Stones         | hátvéd      | 23             | 2              | 2              |                | 2             |         |           |           | 1             |          |           |           |                  |                  |                  |                  | 8               | 1               |                 |                 | 34            | 3        | 2         |           |
| 6        | Nathan Aké          | hátvéd      | 27             | 1              | 3              |                | 3             | 1       |           |           | 3             | 1        |           |           | 1                |                  |                  |                  | 8               |                 | 1               |                 | 42            | 3        | 4         |           |
| 7        | João Cancelo        | hátvéd      | 17             | 2              | 3              | 1              | 1             |         | 1         |           | 1             |          |           |           | 1                |                  |                  |                  | 6               |                 | 1               |                 | 26            | 2        | 5         | 1         |
| 8        | İlkay Gündoğan      | középpályás | 31             | 8              |                |                | 3             | 2       | 1         |           | 3             |          |           |           | 1                |                  |                  |                  | 13              | 1               | 4               |                 | 51            | 11       | 5         |           |
| 9        | Erling Haaland      | csatár      | 35             | 36             | 5              |                | 4             | 3       |           |           | 2             | 1        |           |           | 1                |                  |                  |                  | 11              | 12              | 1               |                 | 53            | 52       | 6         |           |
| 10       | Jack Grealish       | középpályás | 28             | 5              | 4              |                | 5             |         |           |           | 3             |          | 1         |           | 1                |                  |                  |                  | 13              |                 | 1               |                 | 50            | 5        | 6         |           |
| 14       | Aymeric Laporte     | középpályás | 12             |                |                |                | 5             |         |           |           | 3             |          |           |           |                  |                  |                  |                  | 4               |                 | 1               |                 | 24            |          | 1         |           |
| 16       | Rodri               | középpályás | 36             | 2              | 5              |                | 4             |         | 2         |           | 3             |          | 1         |           | 1                |                  |                  |                  | 12              | 2               | 1               |                 | 56            | 4        | 9         |           |
| 17       | Kevin De Bruyne     | középpályás | 32             | 7              | 1              |                | 4             | 1       |           |           | 2             |          |           |           | 1                |                  |                  |                  | 10              | 2               | 1               |                 | 49            | 10       | 2         |           |
| 18       | Stefan Ortega       | kapus       | 3              |                |                |                | 6             |         | 1         |           | 3             |          |           |           |                  |                  |                  |                  | 2               |                 |                 |                 | 14            |          | 1         |           |
| 19       | Julián Álvarez      | csatár      | 30             | 9              |                |                | 5             | 3       |           |           | 2             | 1        |           |           | 1                | 1                |                  |                  | 10              | 3               | 1               |                 | 48            | 17       | 1         |           |
| 20       | Bernardo Silva      | középpályás | 34             | 4              | 5              |                | 5             |         | 2         |           | 2             |          |           |           | 1                |                  |                  |                  | 12              | 4               | 2               |                 | 55            | 7        | 9         |           |
| 21       | Sergio Gómez        | hátvéd      | 12             |                |                |                | 4             |         |           |           | 2             |          |           |           |                  |                  |                  |                  | 5               |                 |                 | 1               | 23            |          |           | 1         |
| 25       | Manuel Akanji       | hátvéd      | 29             |                | 2              |                | 6             |         |           |           | 2             |          |           |           |                  |                  |                  |                  | 11              | 1               | 2               |                 | 48            | 1        | 4         |           |
| 26       | Rijad Mahrez        | csatár      | 30             | 5              | 2              |                | 5             | 5       |           |           | 2             | 2        |           |           | 1                |                  |                  |                  | 9               | 3               |                 |                 | 47            | 15       | 2         |           |
| 31       | Ederson             | kapus       | 35             |                | 3              |                | 1             |         |           |           |               |          |           |           | 1                |                  |                  |                  | 11              |                 | 2               |                 | 48            |          | 5         |           |
| 32       | Máximo Perrone      | középpályás | 1              |                |                |                | 1             |         |           |           |               |          |           |           |                  |                  |                  |                  |                 |                 |                 |                 | 2             |          |           |           |
| 33       | Scott Carson        | kapus       |                |                |                |                |               |         |           |           |               |          |           |           |                  |                  |                  |                  |                 |                 |                 |                 |               |          |           |           |
| 47       | Phil Foden          | középpályás | 32             | 11             | 1              |                | 5             | 3       |           |           | 2             |          |           |           | 1                |                  |                  |                  | 8               | 1               | 1               |                 | 48            | 15       | 2         |           |
| 62       | Shea Charles        | hátvéd      | 1              |                |                |                |               |         |           |           |               |          |           |           |                  |                  |                  |                  |                 |                 |                 |                 | 1             |          |           |           |
| 80       | Cole Palmer         | középpályás | 14             |                | 1              |                | 4             | 1       |           |           | 3             |          |           |           |                  |                  |                  |                  | 4               |                 |                 |                 | 25            | 1        | 1         |           |
| 82       | Rico Lewis          | hátvéd      | 14             |                | 1              |                | 5             |         |           |           | 2             |          |           |           |                  |                  |                  |                  | 2               | 1               |                 |                 | 23            | 1        | 1         |           |
| 97       | Josh Wilson-Esbrand | hátvéd      |                |                |                |                |               |         |           |           |               |          |           |           |                  |                  |                  |                  | 2               |                 |                 |                 | 2             |          |           |           |
| Öngólok  | Öngólok             | Öngólok     | Öngólok        | 2              |                |                |               |         |           |           |               |          |           |           |                  |                  |                  |                  |                 | 1               |                 |                 |               | 3        |           |           |
| Összesen | Összesen            | Összesen    | Összesen       | 94             | 44             | 1              |               | 19      | 8         | 0         |               | 5        | 2         | 0         |                  | 1                | 1                | 0                |                 | 32              | 21              | 1               |               | 151      | 76        | 2         |

### Góllövőlista
| #        | Mezszám  | Poszt       | Név             | Premier League | FA-kupa | EFL-kupa | Community Shield | Bajnokok Ligája | Összesen |
| -------- | -------- | ----------- | --------------- | -------------- | ------- | -------- | ---------------- | --------------- | -------- |
| 1        | 9        | csatár      | Erling Haaland  | 36             | 3       | 1        | 0                | 12              | 52       |
| 2        | 19       | csatár      | Julián Álvarez  | 9              | 3       | 1        | 1                | 3               | 17       |
| 3        | 47       | középpályás | Phil Foden      | 11             | 3       | 0        | 0                | 1               | 15       |
| 3        | 26       | csatár      | Rijad Mahrez    | 5              | 5       | 2        | 0                | 3               | 15       |
| 5        | 8        | középpályás | İlkay Gündoğan  | 8              | 2       | 0        | 0                | 1               | 11       |
| 6        | 17       | középpályás | Kevin De Bruyne | 7              | 1       | 0        | 0                | 2               | 10       |
| 7        | 20       | középpályás | Bernardo Silva  | 4              | 0       | 0        | 0                | 3               | 7        |
| 8        | 10       | középpályás | Jack Grealish   | 5              | 0       | 0        | 0                | 0               | 5        |
| 9        | 16       | középpályás | Rodri           | 2              | 0       | 0        | 0                | 2               | 4        |
| 10       | 6        | hátvéd      | Nathan Aké      | 1              | 1       | 1        | 0                | 0               | 3        |
| 10       | 5        | hátvéd      | John Stones     | 2              | 0       | 0        | 0                | 1               | 3        |
| 12       | 7        | hátvéd      | João Cancelo    | 2              | 0       | 0        | 0                | 0               | 2        |
| 13       | 25       | hátvéd      | Manuel Akanji   | 0              | 0       | 0        | 0                | 1               | 1        |
| 13       | 3        | hátvéd      | Rúben Dias      | 0              | 0       | 0        | 0                | 1               | 1        |
| 13       | 82       | hátvéd      | Rico Lewis      | 0              | 0       | 0        | 0                | 1               | 1        |
| 13       | 80       | középpályás | Cole Palmer     | 0              | 1       | 0        | 0                | 0               | 1        |
| Öngólok  | Öngólok  | Öngólok     | Öngólok         | 2              | 0       | 0        | 0                | 1               | 3        |
| Összesen | Összesen | Összesen    | Összesen        | 94             | 19      | 5        | 1                | 32              | 151      |

### Gólpasszok
| #        | Mezszám  | Poszt       | Név             | Premier League | FA-kupa | EFL-kupa | Community Shield | Bajnokok Ligája | Összesen |
| -------- | -------- | ----------- | --------------- | -------------- | ------- | -------- | ---------------- | --------------- | -------- |
| 1        | 17       | középpályás | Kevin De Bruyne | 16             | 4       | 2        | 0                | 7               | 29       |
| 2        | 26       | csatár      | Rijad Mahrez    | 10             | 1       | 0        | 0                | 2               | 13       |
| 3        | 10       | középpályás | Jack Grealish   | 7              | 3       | 0        | 0                | 1               | 11       |
| 4        | 47       | középpályás | Phil Foden      | 6              | 1       | 0        | 0                | 2               | 9        |
| 4        | 9        | csatár      | Erling Haaland  | 8              | 0       | 0        | 0                | 1               | 9        |
| 6        | 16       | középpályás | Rodri           | 6              | 0       | 1        | 0                | 0               | 7        |
| 7        | 20       | középpályás | Bernardo Silva  | 5              | 0       | 0        | 0                | 1               | 6        |
| 7        | 8        | középpályás | İlkay Gündoğan  | 4              | 0       | 0        | 0                | 2               | 6        |
| 9        | 7        | hátvéd      | João Cancelo    | 1              | 0       | 0        | 0                | 4               | 5        |
| 10       | 19       | csatár      | Julián Álvarez  | 0              | 2       | 0        | 0                | 2               | 4        |
| 11       | 5        | hátvéd      | John Stones     | 2              | 0       | 0        | 0                | 1               | 3        |
| 12       | 21       | hátvéd      | Sergio Gómez    | 1              | 0       | 0        | 0                | 1               | 2        |
| 13       | 25       | hátvéd      | Manuel Akanji   | 1              | 0       | 0        | 0                | 0               | 1        |
| 13       | 31       | kapus       | Ederson         | 1              | 0       | 0        | 0                | 0               | 1        |
| 13       | 80       | középpályás | Cole Palmer     | 1              | 0       | 0        | 0                | 0               | 1        |
| 13       | 2        | hátvéd      | Kyle Walker     | 0              | 1       | 0        | 0                | 0               | 1        |
| Összesen | Összesen | Összesen    |                 | 69             | 12      | 3        | 0                | 24              | 108      |